# Forma mentis
Forma mentis è una locuzione latina che significa letteralmente forma/idea/impostazione della mente, da intendere quale «struttura mentale» relativa al «modo di considerare e intendere la realtà».
Si tratta di un'espressione utilizzata soprattutto in filosofia ed in psicologia quando ci si riferisce allo specifico modo di pensare e va da sé agire, o anche a un'abitudine, di una persona o di una collettività, soprattutto se questo è condizionato, o ritenuto condizionato da una educazione con un ben preciso orientamento tematico o pragmatico.